# Parque nacional Khao Laem Ya-Mu Ko Samet
El Parque nacional de Khao Laem Ya-Mu Ko Samet (en tailandés, เขาแหลมหญ้า-หมู่เกาะเสม็ด) es un parque nacional marino del centro de Tailandia, en el golfo de Tailandia en la Rayong. Se encuentra a unos 180 km al sudeste de Bangkok.    
En 1981, el Real Departamento Forestal del gobierno de Tailandia declaró al archipiélago de Ko Samet, junto con otras nueve islas menores, el cabo de Khao Laem Ya, y los 11 km de la plaa de Mae Rampeung como parque nacional, y de esta manera estas zonas entrarona formar parte de la jurisdicción del departamento de parques nacionales. En agosto de 2013, más de 500 oficiales del parque nacional fueron empleados para destruir tres centros turísticos, Muk Samet, Unseen y Ploy Samet, que se habían construido ilegalmente en el parque nacional Khao Leam Ya-Mu Ko Samet.
Su límite marino se extiende por 123 kilómetros cuadrados, o 94 & de su superficie total, dejando el resto en una colina costera, la playa de arenas que queda en dirección norte-sur.